# Кукілка
Ку́колка — пасажирська зупинна платформа Конотопського напрямку Конотопської дирекції Південно-Західної залізниці на лінії Конотоп — Бахмач-Пасажирський. Розташована у селі Попівка. Платформа розташована між станціями Халимонове та Конотоп. Відстань від станції Київ-Пасажирський — 214 км.
Лінія, на якій розташовано платформа, відкрита 1868 р. як складова залізниці Київ — Курськ. Платформа виникла 1964 року.